# عامل ميكانيكي

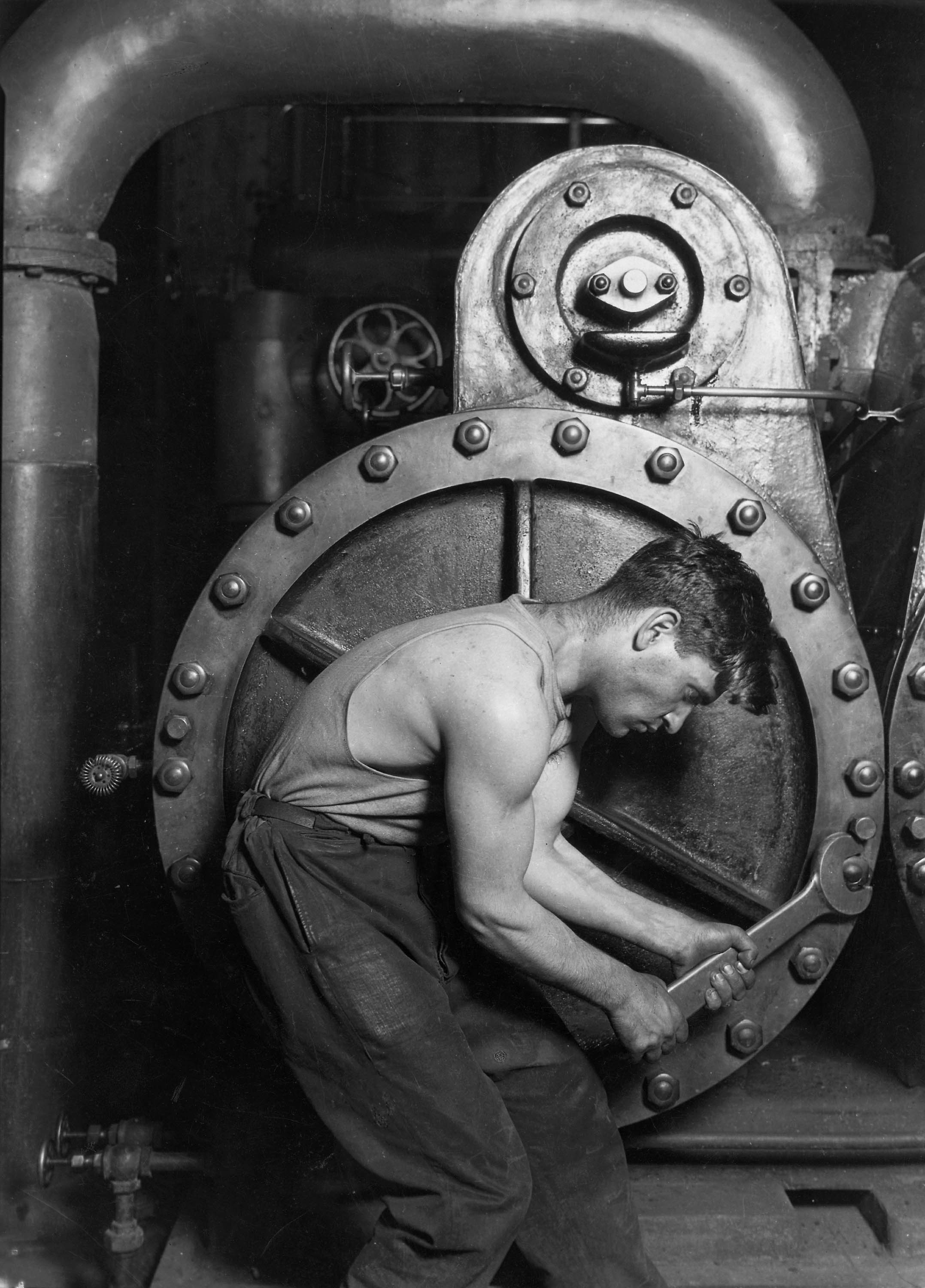
صورة لميكانيكي يعمل علي محرك بخاري لتوليد الطاقة الكهربائية في عام 1920

عامل ميكانيكي (بالإنجليزية: Mechanic)‏ هو فني أو حرفي يقوم باستخدام الأدوات لبناء أو إصلاح الآلات. كثير من العمال الميكانيكيين متخصصون في مجال معين مثل ميكانيكا السيارات، وميكانيكا الدراجات الهوائية، وميكانيكا الدراجات النارية، وميكانيكا المراجل، وميكانيكا الصيانة الصناعية، وميكانيكا تكييف الهواء، ميكانيكا محرك الديزل .